# Brandfilt

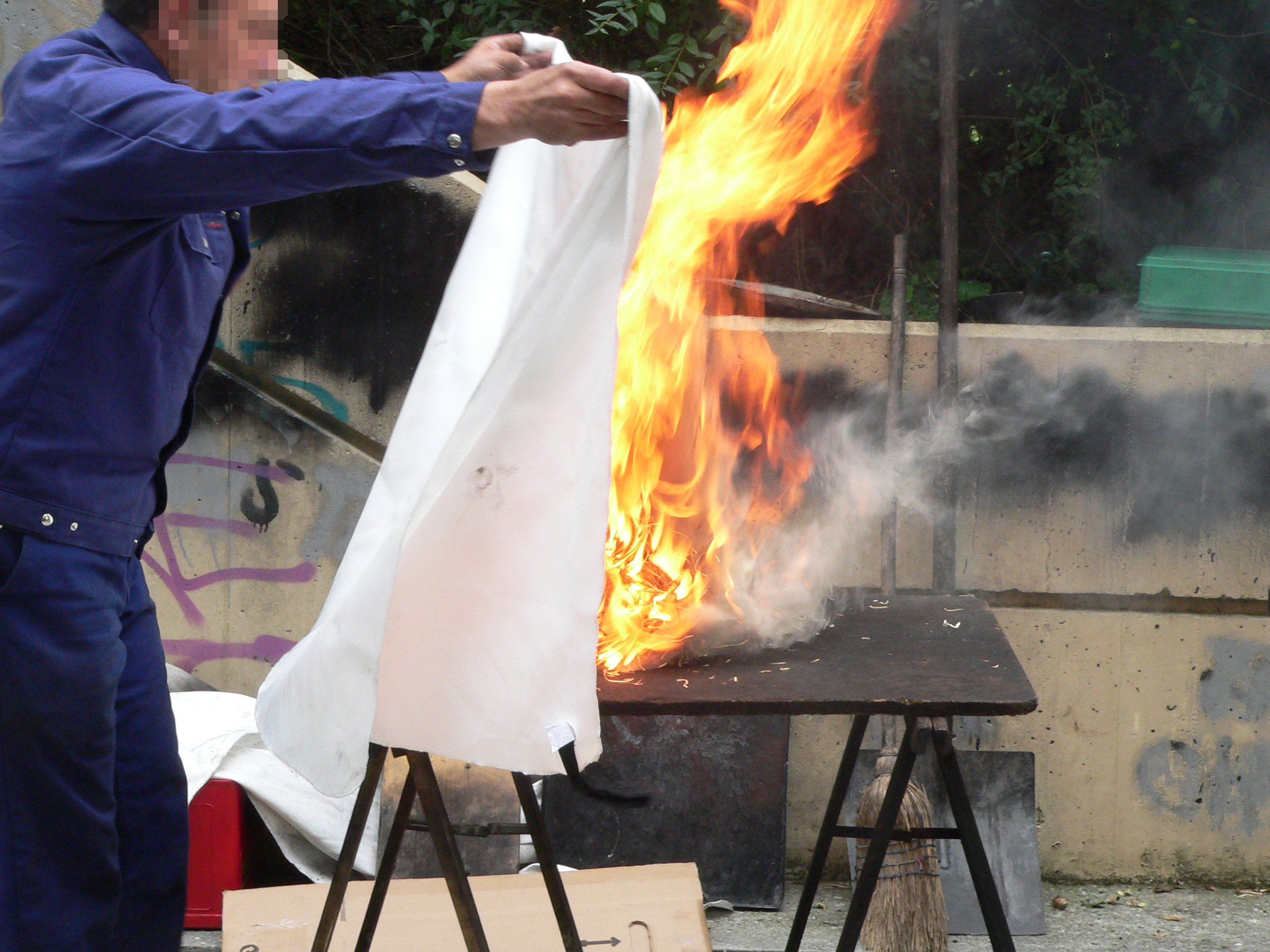
Brand som släcks med en brandfilt.

Brandfilt är en filt man släcker mindre bränder med. Elden kvävs genom att brandfilten läggs över brandhärden och packas till runt om. Brandfiltar är som effektivast mot bränder på vågräta ytor. Filten är oftast av glasfiber och klarar höga temperaturer. Den lämpar sig väl för brandbekämpning i exempelvis kök, laboratorier och vårdinrättningar.
Brandfiltar är utmärkta för att släcka brand i kläder.
Om filten används till att släcka brand i kläder på en person bör man försöka börja med att lägga på filten vid huvudet så att lågor och värme förs mot fötterna. Detta för att minska risken för brännskador på offrets ansikte och hals.
Sedan 2019 finns en uppdaterad Europastandard för brandfiltar, EN 1869:2019. Standarden ställer krav på filtens värmetålighet och att den är tät så att brandgaser inte tränger igenom vid användning.